# 오우치 미쓰모리
오우치 미쓰모리(일본어: 大内 満盛 おおうち みつもり[*])는 일본 스오(周防) 오우치 씨(大内氏)의 제18대 당주이다.

## 생애
선대 히로모리의 아들로 아버지와 같은 오우치노스케(大内介)를 칭하였다. 미쓰사다 이후 스오노곤노스케(周防権介)를 칭하게 된다. 겐에이(建永) 원년(1206년) 야마구치 시라이시(山口白石)의 호슈 산 즈이운지(宝珠山瑞雲寺)를 창건하였다.
사후 가독(家督)은 아들 히로나리(弘成)가 이었다.

## 참고 문헌
- 《군서해제》(群書解題) 제3권
- 福尾猛市郎『大内義隆』日本歴史学会編、吉川弘文館〈人物叢書 新装版〉、1989年10月。全国書誌番号:89061490。ISBN 4642051732。NCID BN03823762。
- 『近世防長諸家系図綜覧』防長新聞社山口支社編、三坂圭治監修、防長新聞社、1966年3月。全国書誌番号:73004060。NCID BN07835639。OCLC 703821998。Closed Access logo alternative.svg 国立国会図書館デジタルコレクション(일본어)
  - 復刻 御薗生翁甫「付録 新撰大内氏系図」『近世防長諸家系図綜覧』田村哲夫編修、三坂圭治監修、マツノ書店、1980年11月、復刻版。全国書誌番号:81035962。NCID BN0189824X。OCLC 674504899。